# Peter Andreas Heiberg

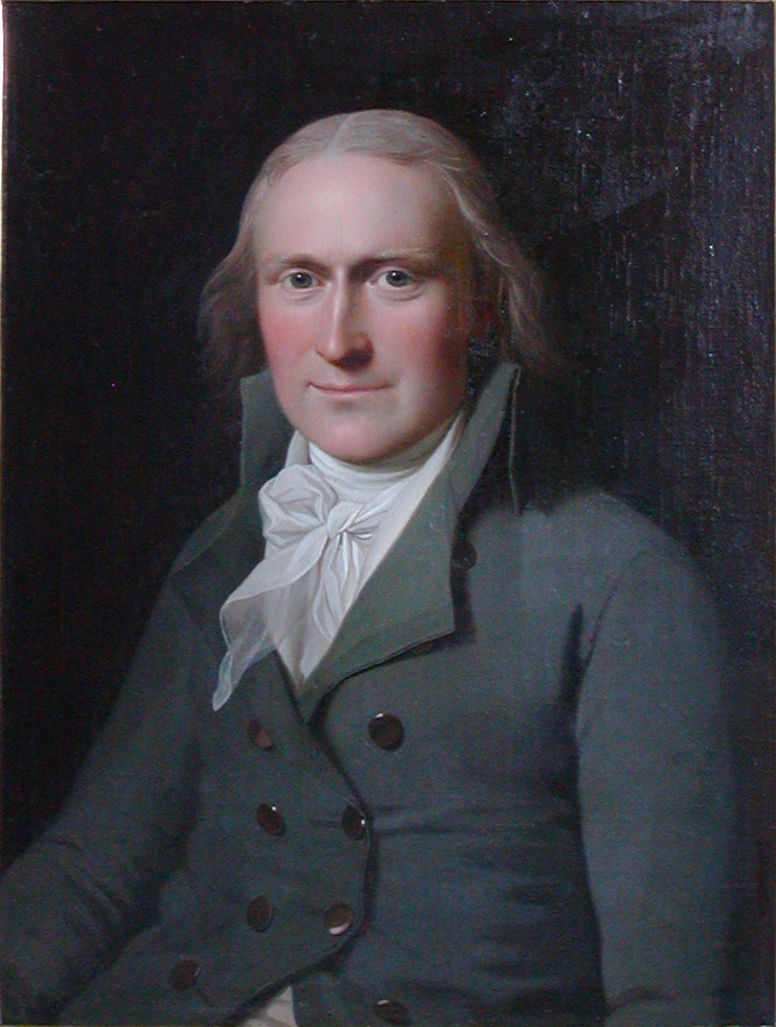
Porträtt av Jens Juel

Peter Andreas Heiberg,  född 16 november 1758 i Vordingborg, död 30 april 1841 i
Paris, var en dansk författare.

## Utbildning och tidig karriär
Heiberg blev 1774 student och tog 1777 filologisk examen, gjorde 1779 sitt inträde i litteraturen med en översättning av Mendelssohns Phædon, men måste samma år för skuld fly till Sverige, vistades ett år i Uppsala och tog till sist värvning som soldat. Med en farbrors hjälp kom han 1782
till Bergen, blev kontorist där, gjorde sig känd genom sina sällskapsvisor och skrev sitt första skådespel Forvandlingerne (efter ett motiv av
Cervantes), som inte uppfördes förrän flera år därefter.
1785 återkom han till Köpenhamn, blev 1787 översättare och var dessutom medhjälpare åt notarius publicus. 1790 gifte han sig med den 16-åriga Tomasine Buntzen. Med henne fick han sonen Johan Ludvig Heiberg.

## Författarskap

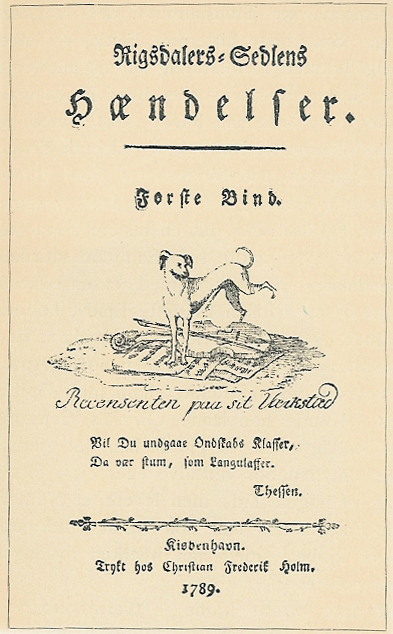
Titelblad till första bandet av Heibergs Rigsdalers-Sedlens Hændelser från 1789.

Han var inte revolutionär eller republikan, men en utpräglad förespråkare för frihet, i synnerhet
tryckfrihet, och en oförfärad fiende till allt slags orättfärdighet och godtycke, fördomar och missbruk. Han var därjämte en häftig och stridbar karaktär och blev därför lätt hänsynslös i sin kamp för vad han ansåg rätt.
Starkt påverkad av franska upplysningsfilosofin, tog han under
revolutionens utveckling öppet parti för denna mot den engelska politiken och dess ledare samt kom därigenom i strid med myndigheterna. Hans varma fosterländska sinne härmades över de invandrade tyskarnas högmod och inflytande i Danmark. Ett första avlopp för sin kvickhet och kritik fann han i Rigsdalersedlens hændelser (16
häften, 1787-93), en satirisk samhällsroman (efter engelsk förebild). Dess ram - riksdalersedeln berättar själv sina öden på vandringen från ficka till ficka - gav honom tillfälle till löst förenade uppsatser om alla slags frågor av allmänt intresse.
Häri upptogs 1789 det lilla skådespelet Virtuosen, riktat mot de tyska äventyrarna, medan komedin De vonner og de vänner (1792), som gjorde utomordentlig lycka, men vars vidare uppförande förbjöds av regeringen, skarpt angrep begäret efter adelstitlar, men tillika innehöll en grov gliring åt de tyska lantofficerarna.
Bland hans andra rätt obetydliga skådespel är de lustiga sångstyckena Indtoget (1791) och China-farerne
(1792), ett slags förelöpare till sonens senare
vaudeviller.
Heiberg tog mycken del i klubblivet, och hans visor blev honom ett medel att ge uttryck åt sina politiska tankar;
ett par av dem ådrog honom höga böter, närmast genom myndigheternas oförstånd och ordvrängande tolkning, men de vann stor bevågenhet hos Köpenhamns borgerskap,
som prisade hans frisinne.

## Förvisning från Danmark
Förbittrad över den elaka förföljelse han blev utsatt för, blev han våldsammare och oförsonligare i sina angrepp, i synnerhet som han 1798 kände sig djupt besviken och förorättad över att ej få det lediga ämbetet som notarius publicus. Under det han i Politisk dispache hävdade, att konungen var statens högste ämbetsman och att folket hade anspråk på offentlig redogörelse för finansernas tillstånd och skatternas användning, gav han i en andra artikel (i tidskriften For sandhed), kallad "Sproggranskning", sin bitande kvickhet fritt spelrum gentemot de bestående förhållandena och riktade bland annat ytterst närgående beskyllningar mot Christian Colbjørnsen, som han ansåg för upphovsmannen till den orätt han lidit. 
Process anhängiggjordes mot honom 1799, och i flera månader höll han allmänhetens intresse vid liv genom att offentliggöra processens gång i Læsning for publicum. Slutligen blev han julafton efter den nya tryckfrihetsförordningen av 27 september, som således fick retroaktiv verkan, dömd till landsförvisning. Utan att vilja söka få domen hävd lämnade han Köpenhamn 7 februari 1800. Vid avresan hyllades han livligt av befolkningen, och ingen trodde, att förvisningen skulle bli långvarig.

## Liv i exil
Heiberg kom i maj till Paris, anställdes 1803 som översättare i utrikesministeriet och vann sina förmäns, särskilt Talleyrands, tillfredsställelse, tills han 1817 fick avsked.
Förvisningen medförde upplösning av hans äktenskap, i det hans hustru, som varit honom trofast hängiven i flera år, hade känt sig bortstött av honom och förälskat sig i den svenske flyktingen Carl Fredrik Ehrensvärd, kallad Gyllembourg. Hon tog tillfället i akt att få skilsmässa (hösten 1801), medan Heiberg, som först nu kände den förlust, han skulle lida, var redo att söka få landsförvisningen förvandlad till fängelse för att kunna stanna i landet och själv uppfostra sin son.
Han förlät aldrig hennes "förförare", men 1821 kom det till en försoning med hustrun, då deras son under sitt besök i Paris lämnade honom ett brev från modern, vari hon bad om tillgift för den orätt och sorg hon vållat. Heiberg återkom aldrig till Danmark, men förblev trogen sin kärlek till sitt hemland och visade alltid välvilja mot de landsmän, som kom till Paris. Flera politiska småskrifter, som han senare utgav (1817-32), lät han trycka i Norge, bland andra Politiske aphorismer och Hvad betyder ordet: arbitrair?